# Schliengen
Schliengen è un comune tedesco di 5 230 abitanti, situato nel land del Baden-Württemberg.